# Danny Howells
Pour les articles homonymes, voir Howells.
Danny Howells (né le 24 novembre 1970) est un producteur et un DJ anglais. On décrit souvent sa musique comme appartenant à la house progressive, bien qu'il préfère se situer plus près de la tech house et qu'on lui donne quelquefois le qualificatif de « progressif ». Lors de ses exécutions, il est bien connu pour interagir personnellement avec le public. Howells a mixé plusieurs albums pour Global Underground, outre sa série Nocturnal Frequencies. Howells est également membre du duo Science Department avec Dick Trevor, qui a produit les singles « Breathe » et « Persuasion »/« Repercussion », ainsi que des remixes pour des artistes comme que Brian Wayne Transeau.